# Jiří Bárta
Pour les articles homonymes, voir Bárta.
Pour le réalisateur de films d’animation, voir Jiří Barta.
Jiří Bárta (19 juin 1935 - 4 janvier 2012) est un pianiste, violoncelliste, compositeur et professeur de musique classique tchèque.

## Biographie
Jiří Bárta naît à Šumice, dans le district d'Uherské Hradiště. Dans sa jeunesse, il étudie le piano avec l'organiste et compositeur Emil Hába (1900-1982). Il fréquente le Conservatoire de Brno de 1954 à 1958, étudiant le piano avec František Schäfer et la composition musicale avec František Suchý. Il continue à étudier la composition à l'Académie Janáček de musique et d'arts du spectacle sous Vilém Petrželka et Theodor Schaefer, obtenant son diplôme en 1962 avec son Concerto pour orchestre. Ses études de troisième cycle avec Miloslav Ištvan et Ctirad Kohoutek à l'Académie Janáček ont été beaucoup plus influentes pour Bárta. Ces cours l'ont exposé à la deuxième école viennoise, à Bartók et à d'autres classiques du XXe siècle, à la musique expérimentale et électronique. 
Bárta est longtemps professeur de théorie musicale et de composition au Conservatoire de Brno. Ses élèves sont Alexander Müller, Karel Škarka et Jaroslav Kopecký. 
Pour ses compositions, Bárta reçoit le prix de l'Union des compositeurs et artistes de concert tchèques (1986) pour Concerto da camera pour piano et orchestre à cordes, le Czech Music Fund Award (1990) pour Reliéfy et le Czech Music Fund Prize (1991) pour Music for Cordes „In memoriam Miloslav Ištvan“ .

## Œuvres choisies
Scène
- Pandořina skříňka (Boîte de Pandore), Conte de fées pour enfants (1969)
- Tři baletní scény: Passacaglia - Hledání - Výstraha (3 scènes de ballet: Passacaglia - Seeking - Warning) (1972–1973)
- Čitra (Chitra; Tschitra), Opéra de chambre en 1 acte (1994); livret de Věra Kliková d'après Rabindranath Tagore

Orchestral
- Partita pour orchestre à cordes (1961)
- Koncert pro orchestr (Concerto pour orchestre) (1962)
- Barokní suita in D (Suite baroque en ré) (1973)
- Reliéfy (Reliefs) (1988)
- Hudba pro smyčce „In memoriam Miloslav Ištvan“ (Musique pour cordes "In memoriam Miloslav Ištvan ") pour orchestre à cordes (1990)
- Kánony a znělky (Canons and Tunes) pour orchestre à cordes (1992)
- Dithyrambe, ouverture

Concertante
- Concerto grosso pour 2 violons, violoncelle et orchestre à cordes (1965)
- Concerto da camera pour piano et orchestre à cordes (1984)
- Concerto pour alto, orchestre à cordes de chambre et piano (2001)
- Concertino pour piano, clavecin et ensemble de chambre (2002)

Musique de chambre
- Suite pour clarinette basse et clavecin (1962)
- Fragmenty (Fragments) pour clarinette et piano (1967)
- Studie (Etudes) pour 2 accordéons et piano (1968)
- Progressioni pour quatuor à cordes (1969)
- Kontemplace (Contemplation) pour accordéon (1971)
- 3 Capriccia (3 Capriccios) pour accordéon (1976)
- Lyrické variace (Variations lyriques) pour violon et piano (1980)
- Melancholie a vzdor (Melancholy and Defiance) pour violon, violoncelle et piano (1986)
- Tesklivě a vzdorně (Wistfully and Defiantly), Trio pour violon, violoncelle et piano (1987)
- Trio pour hautbois, clarinette et basson (1989)
- Variace z podzimu (Variations d'automne) pour clarinette basse et piano (1989)
- Moments musicaux pour quatuor à cordes (1997)
- Musica per tre, Composition pour clarinette, basson et piano (1998)
- Transformace (Transformations) pour 2 percussionnistes (2001)
- Zátiší (Still Life) pour violon, clarinette et piano (2002)
- Konfrontace (Confrontation) pour clarinette basse et contrebasse

Piano
- Preludium et Toccata (1966)
- Iluminace (Illuminations) pour 2 pianos (1977)
- 2 Impromptus (1984)
- Pozdravy mistrům (1996)
- Sonatina difficile (1997)
- 3 Capricci en C (2000)
- Tři etudy (3 Etudes) (2000)

- Romantické písně na verše francouzských básníků (Chants romantiques à vers de poètes français) pour soprano, violon, cor et piano (1965)
- Přípovídky od času a od muziky (Contes du temps et de la musique) pour soprano, flûte et piano (1992); mots de John Amos Comenius
- Nápoj z révy, Šestero úvah (Drink of the Vine: Six Considerations) pour baryton et piano (1998); mots de John Amos Comenius
- Řeči královské (Discours royaux) pour ténor, flûte et guitare (2003)